# كارول تومسون
كارول تومسون (بالإنجليزية: Carroll Thompson)‏ هي مغنية بريطانية، ولدت في 1960 في ليتشوورث في المملكة المتحدة.

## وصلات خارجية
- كارول تومسون على موقع ميوزك برينز (الإنجليزية)
- كارول تومسون على موقع أول ميوزيك (الإنجليزية)
- كارول تومسون على موقع ديسكوغز (الإنجليزية)